# Nokia 2720
|  | Sammenskrivningsforslag Artiklen Nokia 2720 er foreslået føjet ind i Nokia. (Siden marts 2020) Diskutér forslaget |

Nokia 2720 er en mobiltelefon udgivet af Nokia i 2010.